# Nikolai Frederik Severin Grundtvig
Nikolaj Frederik Severin Grundtvig (8 de septiembre de 1783 – 2 de septiembre de 1872), a menudo mencionado como N. F. S. Grundtvig, fue un maestro, escritor, poeta, filósofo, historiador, pastor, y político danés. Es considerado una de las personas más influyentes de la historia danesa, su filosofía dio origen a un nuevo tipo de nacionalismo en Dinamarca en la segunda mitad del siglo XIX. Se casó tres veces la última a los 66 años de edad. Se considera el padre ideológico de las Universidades Populares.
Se le da crédito a Grundtvig y sus seguidores, los Grundtvigianos, por ejercer una gran influencia en la formación de una conciencia nacional danesa moderna. Su actitud queda bien expresada en la muy diferente actitud con que la sociedad danesa tomó la derrota nacional en la Guerra de los Ducados en 1864 contra Prusia comparada con el trauma nacional que siguió a la derrota ante Alemania durante la Primera Guerra Mundial.

## Biografía
N. F. S. Grundtvig llamado por sus más allegados Frederik en lugar de Nikolaj, fue el hijo del pastor luterano, Johan Ottosen Grundtvig. Se educó en una atmósfera muy religiosa, aunque su madre también tenía gran respeto por viejas leyendas y tradiciones nórdicas. Frederik fue educado en la tradición de la ilustración europea, pero su fe en la razón fue sacudida por el romanticismo alemán y la historia de los países nórdicos.
En 1791 fue enviado a vivir a la casa del pastor Laurids Feld en Jutlandia, y estudió en la escuela de la catedral de Aarhus desde 1798 hasta su graduación en 1800 cuando parte para Copenhague a estudiar teología, siendo aceptado en la Universidad de Copenhague en 1801. Al finalizar su formación universitaria comenzó a estudiar islandés y las Sagas islandesas, hasta que en 1805 fue contratado como tutor en una casa en la isla de Langeland. Durante los siguientes tres años estudió a Shakespeare, Schiller, Schelling y Fichte. Su primo, el filósofo Henrich Steffens, había regresado a Copenhague en 1802 imbuido de las enseñanzas de Schelling y de la poesía de Adam Oehlenschläger, lo cual expuso a  Grundtvig a la nueva era de la literatura. Su primer trabajo, Sobre los cantos en el Edda, no mereció ninguna atención.